# Za naši svobodu! (Vojtěch Preissig)

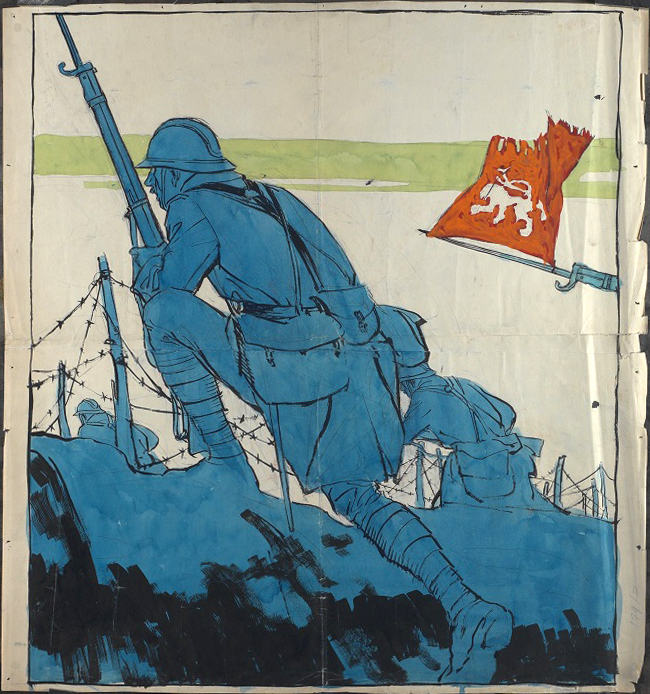
Vojtěch Preissig, „Za naši svobodu! Ku předu s československou armádou!“, návrh agitačního plakátu (1917-1918), Památník národního písemnictví

„Za naši svobodu! Ku předu s československou armádou!“ je kresba Vojtěcha Preissiga z let 1917-1918, která byla užita jako motiv pro agitační tisk za první světové války. Je uložena v Památníku národního písemnictví v Praze (inv. č. 9/68-484, 1917-1918).

## Popis a zařazení
Kresba vojáka vystupujícího ze zákopů byla použita jako jeden z motivů cyklu agitačních plakátů a pohlednic, vyzývajících krajany ve Spojených státech k zapojení do československých legií. Konkrétně tato kresba posloužila jako podklad pro pohlednici „Za naši svobodu! Ku předu s československou armádou!“ z roku 1918. Oproti kresbě, na které je vidět prapor s dvojocasým lvem, byl na pohlednici s týmž motivem použit prapor se čtyřmi hvězdami, navržený Preissigem při příležitosti mobilizace Čechů a Slováků žijících v USA.
Pressigovy oceňované práce na poli agitačních odbojových tisků byly vytvořeny technikou linorytu a byl to právě Preissig, kdo objevil možnost masového použití linorytu pro tehdejší Ameriku. První propagandistické plakáty pro České národní sdružení vznikly na podzim 1916, po vstupu USA do války se začal Preissig intenzivně angažovat v zahraničním odboji a usiloval dokonce o vstup do československého vojska ve Francii. V tiskařské dílně v New Yorku společně se svým žákem Frederickem Trenchem Chapmanem vytvořil zřejmě vůbec první náborové plakáty do armády a stal se zároveň jedním z předních iniciátorů náboru Čechů a Slováků žijících v USA.
Preissigovy a Chapmanovy agitační a náborové plakáty sklidily mezinárodní úspěch a byly už v době první světové války zakoupeny do mnoha prestižních institucionálních sbírek, po válce pak jimi byl Preissig zastoupen na všech oslavných výstavách s legionářskou tematikou včetně rozsáhlé přehlídky Náš odboj v Obecním domě v roce 1919.  Právě úspěch plakátů motivoval vznik série 16 pohlednic doplněné o nové motivy a tištěné vzhledem k vysokému nákladu průmyslovým ofsetem. 